# Договор между США и Федеративной Республикой Центральной Америки
Договор между США и Центральной Америкой (формально, Мирный договор, Договор дружбы, Торговли и Судоходства между Соединёнными Штатами Америки и Федеративной Республикой Центральной Америки) является договором 1825 года между Соединенными Штатами и Федеративной Республикой Центральной Америки, Это был второй двусторонний договор США, заключенный с суверенным государством на американском континенте.
Договор был заключен 5 декабря 1825 года в Вашингтоне, округ Колумбия, государственным секретарем США Генри Клеем и послом Центральной Америки Антонио Хосе Каньясом. Договор был ратифицирован обеими странами, и он вступил в силу 2 августа 1826 года, когда ратификация была совершена в Гватемале.
Договор был структурирован после договора Андерсона-Гюля между США и Гран-Колумбией в 1824 году. Как и договор Андерсона-Гюля, договор 1825 года предоставлял статус взаимного режима наибольшего благоприятствования в торговле. Статьи договора, касающихся коммерческих и навигационных вопросов, истекли через 12 лет. Когда Федеративная Республика Центральной Америки официально прекратила свое существование в 1847 году, договор утратил свою юридическую силу.